# Itrakonazol
Itrakonazol (łac. Itraconazolum) – lek przeciwgrzybiczy stosowany w leczeniu wielu zakażeń grzybiczych, w tym aspergilozy, blastomikozy, kokcydioidomikozy, histoplazmozy i parakokcydioidomikozy.
Może być podawany doustnie lub dożylnie. Jest w rodzinie leków triazolowych. Zatrzymuje rozwój grzybów, wpływając na błonę komórkową lub wpływając na ich metabolizm. Częste działania niepożądane obejmują nudności, biegunkę, ból brzucha, wysypkę i ból głowy. Ciężkie działania niepożądane mogą obejmować zaburzenia czynności wątroby, niewydolność serca, zespół Stevensa-Johnsona i reakcje alergiczne, w tym anafilaksję.
Itrakonazol został opatentowany w 1978 r. i zatwierdzony do użytku medycznego w Stanach Zjednoczonych w 1992 r. Znajduje się na liście podstawowych leków Światowej Organizacji Zdrowia, najważniejszych lekach potrzebnych w podstawowym systemie opieki zdrowotnej.